# Арчер, Лэнс
Лэнс Хойт (англ. Lance Hoyt, род. 28 февраля 1977 или 27 февраля 1977, Остин) — американский рестлер, в настоящее время выступающий в All Elite Wrestling (AEW) под именем Лэнс А́рчер. Он также известен по выступлениям в World Wrestling Entertainment (WWE) под именем Вэнс Арчер и Total Nonstop Action Wrestling (TNA) под своим настоящим именем.
Хойт начал свою карьеру в 2000 году и работал в TNA с 2004 по 2009 год. В TNA он выступал сначала под именем Даллас, дважды выиграв титулы командных чемпионов мира NWA вместе с Кидом Кэшем. После того, как Даймонд Даллас Пейдж подписал контракт с TNA, он сменил имя на Лэнс Хойт и создал тематическую команду рок-группы с Джимми Рэйвом и Кристи Хемми — Rock N Rave Infection. После ухода Хойта из TNA он подписал контракт с WWE, где работал до 2010 года под именем Вэнс Арчер.
После ухода из WWE он подписал контракт с японским промоушеном New Japan Pro-Wrestling, где работал под именем Лэнс Арчер. В первые годы он присоединился к команде Минору Судзуки Suzuki-gun и вместе с Судзуки выиграл G1 Tag League 2011. Когда Дэйви Бой Смит-младший пришел в NJPW, они работали в паре как Killer Elite Squad, с 2014 по 2019 год дважды выиграв титулы командных чемпионов IWGP, дважды титулы командных чемпионов мира NWA и дважды титулы командных чемпионов GHC в Pro Wrestling NOAH. Когда Смит покинул промоушен в 2019 году, Арчер стал одиночным рестлером, завоевав титул чемпиона Соединённых Штатов IWGP, титул, который он в итоге вернул себе в рекордный второй раз в 2021 году.
26 февраля 2020 года было объявлено, что Арчер подписал контракт с All Elite Wrestling.

## Личная жизнь
Окончив школу в Хирне, Хойт играл в баскетбол, американский футбол и бейсбол. Он учился в Университете штата Техас, где играл в американский футбол в качестве квотербека. Он получил степень по английскому языку. Во время учебы в колледже он работал в ночном клубе, где знакомый познакомил его с Соло Фиаталой, который подготовил его как рестлера. Хойт — христианин. 23 сентября 2020 года Хойт объявил, что у него положительный тест на COVID-19. Через несколько недель Хойт оправился от болезни.

## Титулы и достижения
- All Elite Wrestling
  - Мужской Casino Battle Royale (2020)[7]
- American Made Wrestling
  - AMW Heavyweight Champion (1 раз)
- Gippsland Pro Wrestling
  - GPW Heavyweight Championship (1 раз)[8]
- Heavy On Wrestling
  - HOW Undisputed Championship (1 раз)[9]
- Lions Pride Sports
  - Lions Pride Sports Heavyweight Championship (1 раз)
- National Wrestling Alliance
  - Командный чемпион мира NWA (2 раза) — с Дейви Бой Смитом-младшим[10][11]
- New Japan Pro-Wrestling
  - Чемпион Соединённых Штатов IWGP в тяжёлом весе (2 раза)[12][13]
  - Командный чемпион IWGP (3 раза) — с Дейви Бой Смитом-младшим[14][15][16]
  - G1 Tag League (2011) — с Минору Судзуки[17]
- NWA Southwest
  - NWA Texas Heavyweight Championship (1 раз)[18]
- Professional Championship Wrestling
  - PCW Heavyweight Championship (3 раза)[3]
  - PCW Tag Team Championship (1 раз) — с Уолли Даркмоном[19][20]
  - PCW Television Championship (1 раз)[3]
- Pro Wrestling Illustrated
  - № 59 в топ 500 рестлеров в рейтинге PWI 500 в 2020[21]
- Pro Wrestling Noah
  - GHC Tag Team Championship (2 раза) — с Дейви Бой Смитом-младшим[22][23]
- Pro Wrestling Religion
  - PWR Championship (1 раз)
- River City Wrestling
  - RCW Championship (1 раз)[24]
- Total Nonstop Action Wrestling
  - Командный чемпион мира NWA (2 раза) — с Кидом Кэшем[25]
  - NWA World Tag Team Championship Tournament (2004) — Кидом Кэшем
- Traditional Championship Wrestling
  - TCW Heavyweight Championship (1 раз)[26]
- World Wrestling Council
  - WWC Universal Heavyweight Championship (1 раз)[27]
- Wrestling Observer Newsletter
  - Самый прибавивший (2019)[28]
  - Худший матч года (2006) Reverse Battle Royal на Impact![29]